# 텔레파시 (EP)
《텔레파시》(중국어 간체자: 心电感应, 병음: Xīndiàn gǎnyìng 신뎬간잉[*], 한자음: 심전감응)은 중국의 걸 그룹 SNH48의 네 번째 미니 음반이다. 2014년 3월 12일에 발매됐다. 특전으로 생사진 1장(32장 중에서 랜덤 1장)과 악수회 참가권이 들어 있다.

## 곡이 사용되는 곳
일출 일몰
- TV 애니메이션《마정 사냥꾼》(魔晶獵人) 닫는 곡

## 수록곡
전체 작사: 상해성사파(중국어 개사), 아키모토 야스시
| #            | 제목                                  | 작곡              | 편곡         | 가창 팀 | 재생 시간 |
| ------------ | ------------------------------------- | ----------------- | ------------ | ------- | --------- |
| 1.           | 〈텔레파시〉 (心电感应)               | 마루타니 마나부   | 선발 팀      | 5:02    |           |
| 2.           | 〈정신이 엑스터시〉 (神魂顛倒)        | 이노우에 요시마사 | 팀SII        | 3:19    |           |
| 3.           | 〈나의 의미〉 (爱的意义)              | 오가와 코타       | 팀NII        | 3:08    |           |
| 4.           | 〈일출 일몰〉 (日升日落)              | 슌류              |              | 4:19    |           |
| 5.           | 〈흑백 체크무늬 치마〉 (黑白格子裙)   | 이타가키 유스케   | 팀SII        | 5:28    |           |
| 6.           | 〈텔레파시〉 (Instrumental)           | 마루타니 마나부   |              | 5:05    |           |
| 7.           | 〈정신이 엑스터시〉 (Instrumental)    | 이노우에 요시마사 |              | 3:21    |           |
| 8.           | 〈나의 의미〉 (Instrumental)          | 오가와 코타       |              | 3:10    |           |
| 9.           | 〈일출 일몰〉 (Instrumental)          | 슌류              |              | 4:20    |           |
| 10.          | 〈흑백 체크무늬 치마〉 (Instrumental) | 이타가키 유스케   |              | 5:26    |           |
| 총 재생 시간 | 총 재생 시간                          | 총 재생 시간      | 총 재생 시간 | 42:38   |           |

| #  | 제목                                                                                | 재생 시간 |
| -- | ----------------------------------------------------------------------------------- | --------- |
| 1. | 〈텔레파시 (118 홍백 대결 라이브 버전)〉 (心电感应 118红白对决 LIVE Version)        |           |
| 2. | 〈정신이 엑스터시 (118 홍백 대결 라이브 버전)〉 (神魂颠倒 118红白对决 LIVE Version) |           |
| 3. | 〈나의 의미 (118 홍백 대결 라이브 버전)〉 (爱的意义 118红白对决 LIVE Version)       |           |
| 4. | 〈일출 일몰 (118 홍백 대결 라이브 버전)〉 (日升日落 118红白对决 LIVE Version)       |           |

## 선발 멤버

### 텔레파시
(센터: 천쓰)
- 팀SII: 천관후이, 천쓰, 다이멍, 장윈, 쿵샤오인, 리위치, 모한, 첸베이팅, 추신이, 쑨루이, 원징제, 우저한, 쉬천천, 쉬자치, 자오자민, 장위거

### 정신이 엑스터시
(센터: 천관후이)
- 팀SII: 천관후이, 천쓰, 다이멍, 장윈, 쿵샤오인, 리위치, 모한, 첸베이팅, 추신이, 쑨루이, 원징제, 우저한, 쉬천천, 쉬자치, 자오자민, 장위거

### 나의 의미
(센터: 완리나)
- 팀NII: 천자잉, 둥옌윈, 펑신둬, 궁스치, 황팅팅, 쥐징이, 린쓰이, 루팅, 뤄란, 멍웨, 탕안치, 완리나, 쉬옌위, 이자아이, 쩡옌펀, 자오웨

### 일출 일몰
(센터: 모한)
- 팀SII: 천관후이, 천쓰, 다이멍, 장윈, 쿵샤오인, 리위치, 모한, 첸베이팅, 추신이, 쑨루이, 원징제, 우저한, 쉬천천, 쉬자치, 자오자민, 장위거

### 흑백 체크무늬 치마
(센터: 천쓰)
- 팀SII: 천관후이, 천쓰, 다이멍, 장윈, 쿵샤오인, 리위치, 모한, 첸베이팅, 추신이, 쑨루이, 원징제, 우저한, 쉬천천, 쉬자치, 자오자민, 장위거